# Selo (Moravske Toplice)
Selo is een plaats in Slovenië en maakt deel uit van de gemeente Moravske Toplice in de NUTS-3-regio Pomurska. De plaats telde 254 inwoners op 1 januari 2020.